# Babakan Ciamis
Babakan Ciamis is een bestuurslaag in het regentschap Kota Bandung van de provincie West-Java, Indonesië. Babakan Ciamis telt 8026 inwoners (volkstelling 2010).